# Zamek w Zabrzeży
Zamek w Zabrzeży – średniowieczny zamek rycerski, który znajdował się we wsi Zabrzeż w powiecie nowosądeckim w województwie małopolskim. Na podstawie danych archeologicznych został zaklasyfikowany jako zamek .

## Historia
W miejscu, gdzie znajdowało się wcześniej grodzisko z epoki łużyckiej, po XIII wieku zbudowano niewielki zamek obronny. Pierwsza wzmianka o wsi Zabrzeż pochodzi z 1312 roku, gdy Anna, przełożona klasztoru klarysek ze Starego Sącza, przywróciła sołtysostwo Zabrzeży Klemensowi, synowi Swarcona, który je otrzymał od świętej Kingi, żony Bolesława Wstydliwego. W 1358 roku Konstancja, także przełożona starosądeckich klarysek, sprzedała sołtysostwo Zabrzeży za dziesięć grzywien braciom Pawłowi, Piotrowi i Janowi, dodając do sołtysostwa przysiółek Boczów. W średniowieczu sołtysem wsi mógł być szlachcic. Zamek na Babiej Górze mógł być rezydencją rycerzy, którzy pełnili funkcję sołtysów Zabrzeży, nie ma na to jednak żadnych dowodów.
Okoliczności zniszczenia zamku nie są znane. Według relacji mieszkańców miejscowości zebranych w latach 60. i 70. XX wieku fragmenty murów zamkowych były widoczne na szczycie Babiej Góry jeszcze przed I wojną światową. Po zamku zachowały się jedynie ślady głębokiej suchej fosy.
W trakcie prac wykopaliskowych prowadzonych na szczycie góry odkryto ślady pożaru drewnianych konstrukcji.
W przysiółku Boczów na terenie Zabrzeży, na cyplu o nazwie Czubań wchodzącym w dolinę Dunajca, również znajdują się pozostałości dawnych umocnień; istniał tam niegdyś majdan o średnicy 8 metrów, odcięty rowem od krawędzi zbocza góry. Data powstania tego założenia obronnego jest nieznana.

## Architektura
Zamek znajdował się na wierzchołku Babiej Góry, na lewym brzegu Kamienicy w pobliżu jej ujścia do Dunajca 84 metry nad poziomem doliny. Miał kształt okręgu o średnicy około 30 metrów i otoczony był kamiennym murem o grubości do 3,5 metra oraz suchą fosą,

## Zamek Lemiesz
Niektórzy badacze wysuwali przypuszczenie, że na Babiej Górze mógł się znajdować zamek Lemiesz, wymieniony w XIV-wiecznym Żywocie św. Kingi.